# I Cesaroni
I Cesaroni è una serie televisiva italiana, prodotta da Publispei per RTI, in onda in prima visione su Canale 5 dal 2006.  
È basata sul format della serie spagnola Los Serrano.

## Trama

### Prima stagione
La professoressa Lucia Liguori, divorziata e residente a Milano, durante una trasferta a Roma, incontra casualmente Giulio Cesaroni, suo fidanzato quando erano ragazzi e vedovo da qualche anno. Tra i due si riaccende la passione e la decisione di sposarsi è quasi immediata. Lucia si trasferisce a Roma nel villino monofamiliare di Giulio insieme alle figlie avute dal primo matrimonio, Eva e Alice. Ha inizio così la storia dei Cesaroni, una famiglia allargata composta da ben sette membri: i due genitori, le due figlie di lei e i tre figli di lui, Marco e Rudi (coetanei rispettivamente di Eva e Alice), e il piccolo Mimmo. Vi sono anche alcuni altri personaggi che interagiscono assiduamente con gli abitanti di casa Cesaroni: Gabriella Lanfranchi, madre di Lucia e storica abitante del quartiere Garbatella; Cesare, fratello di Giulio e suo socio nella bottiglieria della Garbatella; Ezio Masetti, amico di vecchia data di Giulio e Cesare e assiduo avventore della bottiglieria; Stefania, moglie di Ezio e collega a scuola di Lucia; e infine Walter, figlio di Ezio e Stefania e migliore amico di Marco. Il matrimonio di Giulio e Lucia è messo più volte alla prova, principalmente dal pessimo rapporto creatosi tra i rispettivi figli. Un ulteriore ostacolo è rappresentato da Sergio Cudicini, l'ex marito di Lucia, che interferisce affinché la donna ritorni con le figlie da lui, prima minacciando senza successo Giulio e la consorte, in seguito inscenando una finta malattia. La messinscena viene scoperta e la coppia può finalmente convolare a nozze.
Marco è fin dal primo momento innamorato di Eva, ma lei ha già un fidanzato che vive a Milano. Il punto di contatto tra i due fratellastri è la musica, settore nel quale Marco sogna di affermarsi. Marco cerca più volte di dichiararsi a Eva ma, non riuscendoci, decide di confidarsi riservatamente con il padre. Giulio è fermamente contrario a una eventuale relazione tra i due, ritenendola moralmente sconveniente e potenzialmente dannosa per l'equilibrio familiare: si infuria con il figlio e lo esorta a frequentare altre persone. Il giovane non riesce a smettere di desiderare Eva finché non conosce Rachele, una sua nuova insegnante con cui intraprende una relazione amorosa. Eva, dopo avere considerato a lungo Marco solo come un buon amico e fratello, si rende conto di esserne invece innamorata. In seguito alla fine della relazione tra Marco e Rachele, Eva vorrebbe conquistare Marco, ma l'unico risultato sono le prediche di Giulio che è irremovibile nel voler tenere separati i due giovani.
Cesare conosce Pamela, una prostituta ingaggiata per far credere agli amici e familiari di essersi fidanzato. Da questa recita nascono poi dei sentimenti genuini da parte di entrambi, tanto da partire insieme in vacanza. Rudi e Alice, nel corso dell'arco temporale di questa stagione, litigano costantemente e dichiarano una reciproca disistima, ma in rare occasioni si comportano come fratelli.
Arriva il tempo delle vacanze estive e Giulio manda Marco ed Eva in due posti diversi. Per una serie di coincidenze i due ragazzi si ritrovano sullo stesso traghetto, pronti a partire insieme. Giulio, appena lo viene a sapere, racconta a Lucia del reciproco sentimento amoroso nato tra i loro rispettivi figli. Di comune accordo con la moglie che condivide le sue posizioni moraliste, Giulio effettua una telefonata anonima alla capitaneria di porto in cui dice che sul traghetto è stata posizionata una bomba.

### Seconda stagione
Marco ed Eva si incontrano l'ultimo giorno di vacanza nello stesso hotel. I due hanno passato l'estate separati, non a causa della telefonata anonima di Giulio, ma a causa della ricomparsa di Rachele e di una apparente riconciliazione tra l'insegnante e lo studente. Tuttavia, Marco decide una volta per tutte di lasciare Rachele e dichiara il suo amore ad Eva, ricambiato. La loro relazione viene tenuta nascosta ai componenti della famiglia, per timore del moralismo di Giulio e Lucia. I ragazzi vengono però scoperti quando i rispettivi genitori li trovano nudi e abbracciati nel loro letto. Giulio viene colpito da un infarto. Marco scappa di casa e si rifugia a Londra. Eva raggiunge Marco in Inghilterra, ma apprende che il fratellastro è andato lì di sua iniziativa, e non per imposizione familiare. Sentendosi tradita e abbandonata, la giovane ritorna a casa da sola ed è decisa a voltare pagina una volta per tutte. La ragazza si infatua di Alex, uno chef emergente. Poi Marco ritorna a Roma, tardivamente convinto a non lasciarsi condizionare dal moralismo dei familiari. Eva, dopo una reazione furibonda contro il redivivo fratellastro, si sente confusa ed è indecisa tra i due uomini che ama. Eva sceglie il giovane Cesaroni e rompe con Alex, ma la situazione si capovolge, ed è Marco che la aggredisce verbalmente sentendosi tradito. Seguono giornate di scontri e dispetti tra i fratellastri ma, proprio quando Marco vorrebbe dichiarare il suo amore ad Eva, lei riprende la sua relazione con Alex. Marco capisce di aver sbagliato e accetta la storia tra Alex e la sorellastra.
Alice e Rudi frequentano la terza media. La giovane prende una cotta per Umberto all'inizio della stagione ma gli scherzi di Rudi la mettono in cattiva luce. Il sentimento di Alice non è ricambiato, visto che Umberto la sfrutta per vedere la sorella Eva oppure le chiede di fare da baby-sitter al fratellino quando esce con altre ragazze.
Da Padova si sono trasferiti i Barilon, che diventano i vicini di casa dei Cesaroni. Antonio Barilon, il capofamiglia, gestisce un negozio di sanitari vicino alla bottiglieria, e inizialmente non conquista la simpatia di Giulio e Cesare, ma i rapporti si mantengono sempre abbastanza cordiali. Sua moglie Germana, invece, è una vera e propria antagonista e attua spesso comportamenti scorretti nei confronti dei vicini. Lorenzo, il figlio di Antonio e Germana, inizialmente tormenta Rudi ma poi diventa suo amico. Pamela chiede a Cesare spiegazioni per la sua fuga durante le ferie. Lui risponde di non amarla più ma confessa segretamente agli amici che in realtà si vergognava a dirle di essere vergine.
A scuola arriva una ragazza ripetente, di nome Carlotta, che diventa subito grande amica di Eva. Walter e Carlotta iniziano una relazione.
Gli esami di maturità si avvicinano e i ragazzi devono pensare al loro futuro. Marco prova a sfondare nella musica ed Eva vuole trasferirsi con Alex a New York per frequentare la Columbia University. I due superano gli esami, proprio come Walter e Carlotta. Durante i festeggiamenti di fine anno, Marco trova appesa alla porta della sua stanza la lettera di ammissione all'Accademia presso cui aveva fatto domanda. Eva apre la busta e rivela che Marco è stato ammesso. Trasportati dalla felicità, i due si baciano e fanno l'amore. Scesi di sotto, Marco assiste a una conversazione tra Eva e Alex e capisce che ora tocca a lei scegliere fra i due.

### Terza stagione
Marco torna a casa Cesaroni dopo aver abbandonato la scuola di musica di Milano. Torna anche Eva da New York: è rimasta incinta senza programmarlo, e Alex non vuole assumersi nessuna responsabilità. Marco riesce a farsi scritturare da Criscuolo, un importante produttore discografico, il quale però non gli dà una concreta possibilità di emergere. Grazie a Simona, ex assistente di Criscuolo, riesce a esibirsi con successo al Rock Studio, un famoso locale gestito da Franco, il fratello maggiore di lei. Intanto, Eva si fa assumere nella redazione di una rivista di moda diretta da Iva Zavattini. La sorellastra inoltre confida a Marco e a Walter di essere incinta e chiede loro di mantenere il segreto. Simona diventa la produttrice discografica di Marco, e, lavorando con lui per il primo disco da incidere, si innamora del giovane Cesaroni, con cui inizia una relazione.
Walter non vuole né frequentare l'università né lavorare insieme al padre in officina. Ezio si indebita con una società finanziaria per comprare un locale molto più grande e aprire una officina nuova, illudendosi che Walter possa cambiare idea sul lavoro. Il giovane Masetti inizia a collaborare con lui solo perché non vuole che la sua famiglia venga rovinata a causa dei debiti non pagati.
Alice e Rudi iniziano il primo anno di liceo, all'interno dello stesso istituto che comprende sia la scuola media sia il quinquennio della scuola superiore. Nonostante l'istituto sia lo stesso, per loro la vita risulta molto difficile. Rudi non può più atteggiarsi a duro, e si trova ad affrontare le angherie di un gruppo di bulli più grandi, capeggiati da Umberto - ragazzo di cui Alice è innamorata - e da Ulrico, fratello maggiore di lui. In classe con Alice c'è Regina, una studentessa molto benestante e particolarmente bella esteticamente, ma erroneamente convinta che l'agiatezza economica e l'avvenenza fisica le diano il diritto di trattare le persone come sudditi o come subalterni a cui impartire ordini. Alice non vuole accettare di sottomettersi, e si rende disponibile soltanto ad un'amicizia di tipo paritario, e allora Regina decide di renderle la vita infernale con umiliazioni pubbliche, dispetti ed emarginazioni.
Alice decide di mascherarsi e di indossare una parrucca e un abito sexy, partecipando alle feste in discoteca senza rivelare la sua identità. Gli stessi ragazzi che a scuola non la degnano di nessuna considerazione, restano ammaliati dal suo alter ego misterioso. Solo dopo diverso tempo, Alice rivela la sua identità davanti a vari studenti, e Regina perde il titolo di ragazza più popolare. Nel frattempo, mentre Budino continua a fare semplicemente lo spettatore delle vite dei suoi amici, Lorenzo è invece riuscito a conquistare proprio Regina, che accetta la lezione di umiltà e diventa una componente del gruppo di amici di Budino.
Eva, dopo aver tenuto segreta la gravidanza grazie all'aiuto dell'amico fraterno Walter e dell'amico innamorato Marco, si decide a rivelare la notizia agli altri componenti della famiglia soltanto quando è ormai fisicamente impossibile nasconderlo. Lucia è arrabbiata con la figlia che le ha mentito per diversi mesi. In parallelo a queste vicende, Cesare viene contattato da un funzionario svizzero che gli comunica che Pamela è morta a causa di una malattia rara, e che aveva una figlia di nome Matilde, una bambina di nove anni. Per Cesare inizia un lungo percorso in cui gradualmente imparerà a volere bene a questa bambina, anche se la sua tirchieria e la sua mentalità alquanto retrograda causeranno non pochi problemi nella vita quotidiana di Matilde, che si ambienta nella famiglia Cesaroni e diventa molto amica di Mimmo.
Rudi è riuscito ad avere la sua prima esperienza sessuale con una coetanea che frequenta anche lei il primo anno, nella stessa scuola ma non nella stessa classe. L'ormai ex teppistello dispettoso non vede l'ora di iniziare un vero fidanzamento con questa giovanissima. Ma prova un immenso dolore già il giorno successivo, quando comprende che lei non vuole nessuna relazione, ma sceglie di volta in volta un ragazzo diverso con cui fare sesso senza nessun tipo di legame. Rudi si sente crollare il mondo addosso e vuole abbandonare la scuola per non dover più interagire né con lei né con nessun'altra adolescente, ma sia Alice e sia Giulio, ognuno a proprio modo, faranno il possibile per aiutarlo a superare questo grave problema emozionale.
Alex ha cambiato idea e vuole assumersi la responsabilità di occuparsi del figlio o della figlia che Eva aspetta. Riesce anche a farsi perdonare da Eva, la quale decide di ricominciare una relazione sentimentale con lui, anche per il bene del nascituro. Sergio è ben contento del fatto che Eva abbia come fidanzato Alex e non Marco, e offre loro ogni supporto possibile. Alex ed Eva decidono di sposarsi prima della nascita del loro figlio. Marco parte per un tour musicale, intenzionato a non presenziare al matrimonio, e tremendamente affranto perché è ancora innamorato della sorellastra e vorrebbe essere al posto di Alex.
Il matrimonio non verrà celebrato, perché a Eva si rompono le acque ed è costretta a correre in ospedale. Qui i medici si preoccupano perché il bambino è podalico ed Eva è troppo agitata per partorire naturalmente, ma nello stesso tempo rifiuta il cesareo. A nulla servono le rassicurazioni della madre e del fidanzato. Eva chiama Marco, si rifiuta di partorire senza di lui. Marco, nel frattempo, ha lasciato l'X tour per dichiarare a Eva il suo amore prima del matrimonio, ma, quando arriva in chiesa, non c'è più nessuno. Crede quindi che Alex ed Eva si siano già sposati, ma, avvertito dal padre del fatto che la sorellastra è entrata in travaglio, corre all'ospedale e arriva in tempo per convincere Eva a collaborare con i medici. Tranquillizzata dalla sua presenza, la ragazza in pochi minuti partorisce una bella bambina. La stagione si chiude con tutti i Cesaroni e gli amici in ospedale, felici per la bambina appena nata, che si scoprirà essere di Marco.

### Quarta stagione
Trascorso un anno, Marco ed Eva tornano a Roma dopo aver vissuto l'X Tour insieme alla piccola Marta; nel corso di questo anno di intervallo narrativo, Lucia ha trovato un lavoro a Venezia come gallerista d'arte. Poiché Giulio non accetta una relazione a distanza, Lucia chiede la separazione. Giulio viene colpito dalla depressione e si rivolge ad Emma Di Stefano, una psicoterapeuta. Marco ed Eva cominciano a lavorare per una radio. Il lavoro in radio avrà risultati altalenanti e deludenti, la loro relazione va male: Eva è presa dal lavoro e Marco è nel pieno di una crisi creativa. Intanto Alice, ormai diciassettenne, s’invaghisce di Walter. I due vivono una storia d'amore molto intensa, e Alice decide di perdere la verginità con il giovane Masetti. Tuttavia, dopo un iniziale periodo felice, Walter si rende conto di non essere innamorato di Alice, ma di Carlotta.
Giulio, dopo essere guarito, comincia una relazione con Olga Di Stefano, sorella di Emma. La donna si trasferisce da lui con i due figli, Miriam (la quale si fidanzerà con Rudi) che ha 17 anni come Rudi e Alice, e Andy, che ha 12 anni come Mimmo e Matilde (dapprima nemico di Mimmo per conquistare la bella Matilde, figlia di Pamela, e infine diventeranno amici). Marco prende una sbandata per Sofia, una sua collega che l’ha aiutato a scrivere una canzone, e con la quale di lì a poco, dopo qualche bicchiere di troppo, finisce a letto. Per sentirsi a posto con la coscienza, Marco penserà bene di chiedere a Eva di sposarlo. La sera stessa, mentre Eva racconta a Marco di come abbia resistito alle avance di un altro uomo perché lo ama, lui le fa intendere il suo tradimento. Questa goccia fa traboccare il vaso che porta Eva prima a Venezia dalla madre, poi a Milano dal padre e infine quasi a Parigi. Intanto Olga si rende conto di aver paura a impegnarsi con Giulio, così decide di scappare lasciando i figli con lui. Durante la lontananza di Olga, Giulio ed Emma si avvicinano molto cominciando a provare qualcosa l'uno per l'altra. Stefania, per un malinteso, si troverà tra le braccia di un giovane ragazzo argentino.
Quando Ezio li sorprende, se ne va di casa con la promessa di una separazione, salvo poi risolvere tutto a suon di schiaffi con la moglie e tornare insieme. Nel frattempo, Alice capisce di essersi innamorata di Rudi, il quale si è lasciato con Miriam. Jolanda e Lorenzo intanto, dopo mille ostacoli creati da Regina, si mettono insieme. Il finale della serie vede Eva, che ha accettato di trasferirsi a Parigi per lavoro, mandare all'aria i suoi piani per tornare con Marco che vuol andare a Genova per imbarcarsi su un cargo, ma i due s’incontrano in una stazione ferroviaria per puro caso e si abbandonano a un lungo bacio dimenticando i bagagli sui treni e si rimettono insieme. Il ritorno di Olga avviene proprio mentre Emma ha deciso di farsi avanti con Giulio. L'uomo si trova così davanti a una scelta: Olga ed Emma sono lì, entrambe davanti a lui, che attaccandosi verbalmente gli danno un ultimatum per scegliere solo una di loro. Da un taxi che si ferma davanti a casa Cesaroni scende Lucia, lasciando le due sorelle e Giulio a bocca aperta.

### Quinta stagione
Come di consueto, la narrazione inizia nel periodo di fine estate. Rudi torna a casa dopo aver trascorso l'estate viaggiando in solitaria, Mimmo e Giulio rientrano anche loro dalle vacanze e incontrano Lucia, che si trova a Roma per motivi di lavoro. Anche Marco è tornato nella capitale, e interagisce con Francesco Rizzo, suo amico di vecchia data e proprietario di un disco-pub alla Garbatella. A casa Cesaroni viene assunta Maya, una ragazza alla pari che ha il compito di aiutare Mimmo nello studio e di aiutare Giulio nelle faccende di casa. Maya dichiara di essere povera, ma mente: è una principessa erede al trono di uno Stato immaginario, ma vuole diventare una fotografa ed è stanca di essere etichettata come una privilegiata che ottiene tutto senza fatica. Inizia quindi una doppia vita tra casa Cesaroni e la residenza romana di sua nonna.
Rudi, Alice, Jolanda e Budino sono arrivati all'ultimo anno di liceo. Stefania ed Ezio prendono in affido Diego, un ragazzo con alcuni lievi precedenti penali, causati in parte anche dall'intransigenza di Stefania che in passato lo aveva voluto bocciare nonostante le sue difficoltà socioeconomiche. Diego si ambienta nella nuova vita alla Garbatella, e fonda un gruppo musicale insieme con Miriam, Rudi e Budino, i "Senza Nome", gruppo al quale in seguito si aggiungerà un quinto componente. Tuttavia, non mancano i problemi: Diego viene costantemente avvicinato da un suo ex amico che vuole riportarlo sulla strada della delinquenza, e viene anche attaccato violentemente da Rudi, che si arrabbia quando scopre che lui e Miriam hanno intrapreso una relazione.
Jolanda e Alice coltivano l'ambizione di diventare disegnatrici di moda, e per avviare una loro attività imprenditoriale sì fanno assumere come cameriere da Francesco: nel corso del tempo, tra Francesco e Alice nasce un reciproco sentimento amoroso, ma lui omette di dirle che è già impegnato in una relazione con una donna benestante. Nel corso del tempo, Alice riesce a perdonare Francesco per la sua mancanza di sincerità. Mentre Lorenzo si trova negli USA per la sua carriera da genio dell'informatica, Jolanda si innamora, ricambiata, del nuovo batterista della band di Budino.
Rudi, nonostante l'anno prima avesse rifiutato la dichiarazione di amore di Alice, considerandola una buona amica e sorella, adesso ha cambiato idea e inizia a nutrire un sentimento amoroso nei confronti della giovane Cudicini: per una serie di circostanze non programmate, Alice e Rudi si ritrovano bloccati di notte in un centro benessere, ed hanno un rapporto sessuale, che però non sancisce l'inizio di una relazione perché Alice vuole stare insieme a Francesco.
Tra Maya e Marco nasce un reciproco sentimento ma lei, pur essendoci andata a letto insieme, non gli ha ancora raccontato né di essere una principessa né di essere già impegnata sentimentalmente con un altro aristocratico. Giulio e Lucia sono tornati insieme, e lei lavora in una nuova libreria aperta in società con Stefania. Il giovane Cesaroni, dopo aver scoperto che Maya ha mentito per tanto tempo, decide comunque di perdonarla ma gli ostacoli tra i due non sono affatto terminati. Dapprima i genitori di lei fanno tutto il possibile per dividerli, ma dissimulando le loro vere intenzioni. Non essendoci riusciti, escludono Maya dall'asse ereditario, togliendole anche i soldi dal conto corrente. Pur con il dolore per questa inamovibilità dei genitori, Maya decide comunque di costruirsi un futuro da zero insieme a Marco.
Rudi compone una canzone con cui fa capire ad Alice di essere innamorato di lei. La giovane Cudicini, pur avendo deciso di andare a convivere con Francesco, scrive una lettera d'amore per Rudi, lasciandola nella stanza dell'ex fratellastro. Non riceve alcuna risposta e quindi parte con Francesco, ma non sa che a Rudi quella lettera non è mai arrivata.

### Sesta stagione
Lucia si è trasferita a New York per aiutare Eva ad ambientarsi nella nuova vita da madre single con la piccola Marta. Stefania non lavora più a scuola, si occupa da sola della libreria e attraversa una fase di forte disagio psicologico, causatole da Ezio che l'ha abbandonata per rifarsi una vita con un'altra donna. Augusto risiede stabilmente a Roma e collabora nella bottiglieria. I tre fratelli Cesaroni, dopo un lungo periodo di vane ricerche, riescono finalmente a trovare Annibale Vitale, il quarto figlio che il loro padre Tiberio Cesaroni aveva avuto da una relazione extraconiugale. Al posto della famiglia Barilon arriva la famiglia Scaramozzino, composta dall'architetta vedova Sofia e dai tre figli: Nina, matricola universitaria; Irene, studentessa del liceo; e Ivan, di prima media. Alice e Francesco si sono lanciati in una nuova attività imprenditoriale, un locale diurno vicino all'ateneo romano a cui Nina si è iscritta. Per questo motivo, Nina fa la conoscenza di Francesco e diventa sua amica. Rudi non riesce a mettersi il cuore in pace, nonostante sappia che Alice e Francesco abbiano programmato di sposarsi: tenta un approccio con Alice e lei si concede sessualmente a lui, per poi pentirsene subito dopo. Una volta scoperto il tradimento, Francesco va su tutte le furie e caccia di casa Alice, chiudendo la storia con lei. Matilde resta per un intero anno scolastico in Inghilterra, e il rapporto tra Pamela e Cesare diventa molto conflittuale, dapprima perché l'oste era contrario a questa decisione, poi invece perché lui vorrebbe avere un secondo figlio ma Pamela invece no. Annibale rivela di essere omosessuale e di essersi sposato in Spagna con il suo socio Luigi, sebbene tale matrimonio non abbia nessun valore legale in Italia. Ci sono diversi contrasti perché Luigi ritiene che i tre fratelli Cesaroni siano persone retrograde e machiste come Tiberio, e inoltre è geloso del fatto che Annibale si sia integrato nella vita quotidiana dei Cesaroni. Mimmo è ormai un adolescente ma ha un problema emozionale quando si invaghisce di Irene, che vuole stare insieme a Rudi e non insieme a lui. Si scaglia duramente contro l'incolpevole Rudi, con cui continuerà l'inimicizia per molto tempo. Marco non vive più a Roma perché risiede nello Stato estero governato da Maya (del tutto assente). Tuttavia, il primogenito di Giulio fa ritorno a Roma per un breve periodo, e suo padre gli rivela una sconcertante verità. Quando la madre Marta era ancora viva, Giulio l'aveva tradita con Sofia, all'epoca vicina di casa, e da quel tradimento era nata Nina, che è quindi biologicamente sorella di Marco, Rudi e Mimmo.

## Episodi
| Stagione         | Episodi | Prima TV |
| ---------------- | ------- | -------- |
| Prima stagione   | 26      | 2006     |
| Seconda stagione | 26      | 2008     |
| Terza stagione   | 29      | 2009     |
| Quarta stagione  | 20      | 2010     |
| Quinta stagione  | 29      | 2012     |
| Sesta stagione   | 12      | 2014     |
| Settima stagione | 12      | 2026     |

## Personaggi e interpreti
- Giulio Cesaroni (stagioni 1-in corso), interpretato da Claudio Amendola.
- Lucia Liguori (stagioni 1-3, 5; ricorrente 4), interpretata da Elena Sofia Ricci.
- Cesare Cesaroni (stagioni 1-6), interpretato da Antonello Fassari.
- Gabriella Lanfranchi (stagioni 1-6), interpretata da Rita Savagnone.
- Marco Cesaroni (stagioni 1-5, 7-in corso, guest 6), interpretato da Matteo Branciamore.
- Eva Cudicini (stagioni 1-4; ricorrente 5), interpretata da Alessandra Mastronardi.
- Rudi Cesaroni (stagioni 1-in corso), interpretato da Niccolò Centioni.
- Alice Cudicini (stagioni 1-6), interpretata da Micol Olivieri.
- Mimmo Cesaroni (stagioni 1-in corso), interpretato da Federico Russo.
- Ezio Masetti (stagioni 1-5), interpretato da Max Tortora.
- Stefania Ansaldo (stagione 1-in corso), interpretata da Elda Alvigini.
- Walter Masetti (stagioni 1-4, 7-in corso), interpretato da Ludovico Fremont.
- Pamela Fantoni (stagioni 4-6; guest 1; ricorrente 2-3), interpretata da Claudia Muzii.
- Matilde Fantoni (stagioni 3-5; guest 6), interpretata da Angelica Cinquantini.
- Olga Di Stefano (stagione 4), interpretata da Barbara Tabita.
- Emma Di Stefano (stagione 4), interpretata da Marta Zoffoli.
- Maya D'Oil Aldemburger (stagione 5), interpretata da Nina Torresi.
- Diego Bucci (stagione 5; guest 6), interpretato da Beniamino Marcone.
- Francesco Rizzo (stagioni 5-6), interpretato da Alessandro Tersigni.
- Sofia Scaramozzino (stagione 6), interpretata da Christiane Filangieri.
- Annibale Vitale (stagione 6), interpretato da Edoardo Pesce.
- Augusto Cesaroni (stagione 6-in corso; ricorrente 1; guest 5), interpretato da Maurizio Mattioli.
- Nina Scaramozzino (stagione 6), interpretata da Margherita Vicario.
- Irene Scaramozzino (stagione 6), interpretata da Mihaela Irina Dorlan.
- Ivan Scaramozzino (stagione 6), interpretato da Riccardo Russo.
- Sergio Cudicini (stagioni 1-3; ricorrente 4; guest 5, 7), interpretato da Emanuele Vezzoli.
- Rachele Diotallevi (stagione 1; ricorrente 2), interpretata da Martina Colombari.
- Carlotta Alberti (stagioni 2 e 4; ricorrente 3), interpretata da Roberta Scardola.
- Antonio Barilon (stagioni 2-5; ricorrente 6-in corso), interpretato da Giancarlo Ratti.
- Germana Barilon (stagioni 2-5), interpretata da Cristina Bignardi.
- Fernando Basili (stagioni 1-5) interpretato da Antonio Petrocelli.
- Professoressa Zuppante (stagioni 1-2, guest 6), interpretata da Franca Abategiovanni.
- Nando (stagioni 1-5; guest 6), interpretato da Antonello Morroni.
- Gian Maria "Budino" Bellavista (stagioni 1-5), interpretato da Nunzio Giuliano.
- Jolanda "Jole" Bellavista (stagioni 1-5; guest 6), interpretata da Giulia Luzi.
- Charlie (stagione 1), interpretato da Stefano Herrera Balgos.
- Lorenzo Barilon (stagioni 2-4, guest 5), interpretato da Filippo Vitte.
- Alex Tribbiani (stagioni 2-3), interpretato da Fabio Ghidoni.
- Franco Benvenuti (stagioni 3-4), interpretato da Luigi Di Fiore
- Simona Benvenuti (stagione 3), interpretata da Chiara Gensini.
- Regina Altobelli (stagioni 3-5), interpretata da Sara Mollaioli.
- Miriam Di Stefano (stagioni 4-5), interpretata da Laura Adriani.
- Andy Di Stefano (stagione 4), interpretato da Federico Cesari.
- Lady Victoria (stagione 5), interpretata da Giuliana Lojodice.
- Federico Forlani (stagione 6), interpretato da Luca Capuano.
- Luigi Romeo (stagione 6), interpretato da Gianluca Gobbi.
- Annamaria (stagione 6), interpretata da Debora Villa.
- Carlo (stagione 7-in corso), interpretato da Ricky Memphis.
- Livia (stagione 7-in corso), interpretata da Lucia Ocone.
- Virginia (stagione 7-in corso), interpretata da Marta Filippi.
- Marta Cesaroni (stagione 7-in corso), interpretata da Valentina Bivona.
- Adriano Cesaroni (stagione 7-in corso), interpretato da Pietro Serpi.
- Olmo (stagione 7-in corso), interpretato da Andrea Arru.
- Ines (stagione 7-in corso), interpretata da Chiara Mastalli.

## Produzione

### Riprese
Le riprese della prima stagione sono iniziate a inizio ottobre 2005. È stata trasmessa a partire dal 7 settembre 2006 per un totale di 13 serate.
Le riprese della seconda stagione sono iniziate il 16 aprile 2007. La serie, programmata inizialmente a partire dal 25 gennaio 2008, è stata poi trasmessa dal 1º febbraio. Le serate previste erano 13, ma la rete le ha prolungate a 16. Le ultime 6 puntate sono costituite da un singolo episodio e sono state seguite da un episodio della quarta serie di Un ciclone in famiglia; con questa mossa il network voleva infatti promuovere quest'ultima fiction che segnava bassi indici d'ascolto. Nel cast sono entrati nuovi personaggi principali: Carlotta (Roberta Scardola), Antonio Barillon (Giancarlo Ratti) e Alex (Fabio Ghidoni).
Le riprese della terza stagione sono iniziate il 14 aprile 2008 e si sono concluse il 20 gennaio 2009. Tre settimane dopo la fine delle riprese, il 6 febbraio, c'è stata la messa in onda della prima puntata. Nel cast sono entrati nuovi personaggi principali: Matilde (Angelica Cinquantini) e Simona (Chiara Gensini).
Gli episodi di questa stagione sono 29 e le serate previste 15, le variazioni del palinsesto (dovute al terremoto dell'Aquila del 2009) le hanno però portate a 17. La 1ª puntata non è costituita da due episodi da 50' ma da un riassunto della 2ª stagione di circa 12 minuti e da un singolo episodio da 65'. Sono state girate due versioni dell'ultimo episodio e nemmeno il cast sapeva, a un mese dalla messa in onda, quale sarebbe stato trasmesso.
Le riprese della quarta stagione sono iniziate il 16 novembre 2009 e sono terminate il 20 luglio 2010. È composta da 20 episodi, che vengono trasmessi a partire dal 9 settembre 2010 su Canale 5  Dalla quarta stagione gli episodi hanno una durata di 70 minuti e ne viene trasmesso uno a serata. Confermata la presenza di Alessandra Mastronardi, la quale ha intenzione di abbandonare la serie a fine stagione. Anche per Ludovico Fremont sarà l'ultima stagione, invece Matteo Branciamore ha dichiarato che continuerà a recitare le prossime stagioni dei Cesaroni. Elena Sofia Ricci farà solo il primo episodio e brevi spezzoni, soprattutto nelle ultime puntate; l'attrice, dopo diversi tentennamenti, ha confermato il suo rientro nella quinta stagione. Ad agosto 2009, a pochi mesi dall'inizio delle riprese, non era stato ancora deciso come far uscire di scena il personaggio di Lucia Liguori (erano stati realizzati otto finali diversi). Nella quarta stagione ci saranno dei nuovi personaggi, tra cui Sofia (originariamente il nome del personaggio dato dagli autori era Valentina), una giornalista radiofonica antagonista di Eva interpretata da Giorgia Sinicorni, e Olga Di Stefano, interpretata da Barbara Tabita, una donna separata e con due figli adolescenti, Andy (Federico Cesari) e Miriam (Laura Adriani), e una sorella (Emma, interpretata da Marta Zoffoli). Per Barbara Tabita era previsto un ruolo secondario, ma successivamente gli autori l'hanno promossa a star principale. È previsto un cameo del duo veronese Sonohra, di Max Biaggi, del mago Silvan e delle Iene Giulio Golia ed Enrico Lucci. Per promuovere la quarta stagione, il 7 settembre un autobus scoperto con a bordo il cast ha girato per i quartieri di Roma fermandosi, a sera, alla Garbatella in piazza Giovanni da Triora (location degli esterni della bottiglieria) dove c'è stato l'incontro con i fan.
Le riprese della quinta stagione sono iniziate il 14 luglio 2011 e sono terminate il 18 aprile 2012. La formula tornó ad essere quella di serate da due episodi da 50 minuti, per un totale di 29 episodi suddivisi in 16 puntate. Ai tradizionali 26 episodi si aggiungono 3 speciali da 90 minuti che occuperanno ognuno una puntata. Il primo special sarà ambientato in Sicilia, dove Giulio, Ezio e Cesare saranno alle prese con una storia di mafia. Il mondo della finanza sarà invece protagonista nel secondo speciale, un'avventura tutta milanese. Con il terzo episodio si finirà nell'antica Roma, per scoprire le origini del cognome Cesaroni.. La messa in onda è prevista per il 14 settembre 2012. È confermato il rientro nel cast a pieno regime di Elena Sofia Ricci. In questa stagione, vari personaggi più o meno importanti scompariranno: primo tra questi, quello di Eva Cudicini, interpretata dall'attrice Alessandra Mastronardi, che ha da tempo dichiarato che non parteciperà più alla fiction (anche se ci sarà negli ultimi 4 episodi come guest star). Non ci saranno neanche Olga di Stefano (interpretata da Barbara Tabita), Walter Masetti (interpretato da Ludovico Fremont) e Carlotta Alberti (interpretata da Roberta Scardola). Tra le new entry ci saranno Nina Torresi, Beniamino Marcone e Alessandro Tersigni, mentre fra le guest star ci saranno Nathalie (che duetterà con Matteo Branciamore), Enrico Brignano, Rita dalla Chiesa, Rocco Siffredi, Tommaso Arnaldi, Gigi Proietti, Flaminio Maphia, Philippe Leroy, Margot Sikabonyi, Francesco Pannofino, Maurizio Mattioli, e Nino Frassica.
La sesta stagione conclude le vicende lasciate in sospeso nella precedente ed è molto più breve rispetto alle precedenti. Le riprese sono iniziate il 4 novembre 2013 e si sono concluse ad aprile 2014. A questa stagione non partecipano molti attori del cast storico: Elena Sofia Ricci, Max Tortora, Alessandra Mastronardi; Matteo Branciamore e Giulia Luzi sono presenti in un solo episodio. Tra le new entry ci sono Luca Capuano, Christiane Filangieri, Margherita Vicario che aveva già fatto delle piccole scenette nella puntata I segreti sono come i cereali nel latte della seconda stagione, Mihaela Dorlan, Riccardo Russo, Debora Villa, Michele La Ginestra, Gianluca Gobbi, Sofia Panizzi ed Edoardo Pesce, nel ruolo di Annibale, fratello sconosciuto di Giulio, Cesare ed Augusto. Nella fiction è tornato anche Maurizio Mattioli (Augusto Cesaroni). La fiction è trasmessa dal 3 settembre 2014 al 19 novembre 2014 per 12 episodi da 75 minuti l'uno. La sigla di apertura è stata rinnovata in stile funky.
Il 29 dicembre 2014 Antonino Antonucci, il direttore delle fiction Mediaset, dichiarò la chiusura definitiva della serie, dovuta agli scarsi risultati Auditel delle ultime stagioni che, secondo lo stesso Antonucci, sono da imputare alla mancanza di una trama originale fin dalla quinta stagione.
Il 29 giugno 2024, durante il Benevento Film Festival, Claudio Amendola annunció il ritorno dopo dieci anni della serie con le riprese della settima stagione in programma a novembre, salvo poi essere rinviate a data da destinarsi. Il 10 novembre 2024 di nuovo Amendola, ospite a Verissimo, dichiarò che le riprese sarebbero partite a febbraio 2025.
Le riprese della settima stagione, per la regia di Claudio Amendola, sono iniziate il 17 marzo  e si sono concluse il 13 agosto 2025, dopo 22 settimane di lavorazione.
Assenti Elena Sofia Ricci, Max Tortora, Alessandra Mastronardi  e Micol Olivieri, mentre è confermato il ritorno di Ludovico Fremont, dopo il suo abbandono dopo la quarta stagione. Viene annunciato l'ingaggio di Valentina Bivona come interprete del personaggio di Marta Cesaroni, ormai divenuta adolescente. Inoltre vengono confermati i ritorni di Matteo Branciamore (assente nell'ultima stagione), Niccolò Centioni, Federico Russo, Elda Alvigini, Maurizio Mattioli, Rita Savagnone, Nino Frassica, Emanuele Vezzoli e Giancarlo Ratti. 
Avrebbe dovuto far parte del cast anche Antonello Fassari, il quale più volte aveva dichiarato di essere disponibile a reinterpretare il suo personaggio. Tuttavia il 5 aprile 2025, due settimane dopo l'inizio delle riprese, ne viene annunciata la scomparsa a causa di una malattia, rendendo la settima stagione la prima senza la partecipazione dello storico protagonista.. Si aggiungono al già nutrito cast due new entry d’eccezione: Carlo (Ricky Memphis), papà di Virginia, personaggio sui generis e consuocero di Giulio, e un altro nuovo personaggio eccentrico e fuori dagli schemi, Livia (Lucia Ocone), che aiuterà I Cesaroni a salvare la bottiglieria . Tra le guest star della stagione, ci saranno Paolo Bonolis (con un cameo delle figlie Silvia e Adele) e Fabio Rovazzi. Con i nuovi episodi, la versione italiana supera in numero di episodi, la versione originale spagnola. Durante il Giffoni Film Festival 2025, Claudio Amendola, oltre alla data di uscita della stagione, nel febbraio 2026, annuncia la produzione dell'ottava stagione, raggiugendo lo stesso numero di stagioni della serie originale.

### Ambientazione
Nella finzione scenica, la famiglia Cesaroni abita nel quartiere popolare della Garbatella, uno dei luoghi più simbolici di Roma. Anche nella realtà, diverse riprese esterne sono state effettuate in tale quartiere. Ad esempio:
- L'esterno della bottiglieria Cesaroni è nella realtà l'entrata del Roma Club Garbatella in Piazza Giovanni da Triora 7.
- Nella finzione, i ragazzi frequentano le medie e il liceo presso l'istituto "Ugo Foscolo" del quartiere. Nella realtà l'esterno mostrato dalla serie televisiva è quello della Scuola Comunale dell'Infanzia "La coccinella" e Scuola Elementare Statale "Cesare Battisti", in Piazza Damiano Sauli 1.
- Sempre nella finzione, come affermato da Giulio Cesaroni nel 24º episodio della 1ª stagione (12ª puntata) e nel primo episodio della sesta stagione, la casa dei Cesaroni è collocata in via Filippo Tolli 2, indirizzo situato nel quartiere della Garbatella; la casa, però, è un villino sito in via di Villa Serventi 2, nel quartiere Pigneto. Lì accanto vi è anche l'officina di Ezio Masetti, oggi divenuta un garage ristrutturato con un caseificio al proprio fianco. Di fronte invece c'è la casa dei Barilon, divenuta poi la residenza di Sofia Scaramozzino, situata al fianco di un hotel che ha ospitato parte del cast durante le riprese.
- Nell'episodio 17 della seconda serie, sulle note di "Tutto quello che ho", Eva fa una passeggiata per il quartiere. I luoghi mostrati sono Piazza Sant'Eurosia e Piazza Edoardo Masdea (vicino a via Vittorio Cuniberti).
- Sempre vicino a Piazza Sant'Eurosia, si trova il bar in cui molto spesso Eva e Alex si incontravano nel corso della seconda stagione.
- Giulio Cesaroni allena una squadra giovanile di calcio, la Romulana. Il campo di calcio si trova in realtà in via dei Gordiani.
- Il ristorante dove fa lo chef Alex, "The Bostonian", sia nelle riprese esterne che interne, è in realtà il "Mo'mo' Republic" di Roma collocato in Piazza Forlanini 10 vicino all'ospedale San Camillo-Forlanini.
- L'officina di Walter della quarta stagione non si trova alla Garbatella ma a San Saba[47].
- La location del circolo di golf della quarta stagione è il Golf Club Parco di Roma, sito a Grottarossa[48].

Quasi tutti i set esterni sono ambientati a Roma e nelle sue vicinanze. Tra i luoghi fuori del Lazio si annoverano Torri del Benaco sul lago di Garda (Se la bomba non scoppia), Venezia (Serenissima variabile), la Sicilia (Lontano dai pregiudizi), Milano (Milano andata e ritorno) e L'Aquila (Paura e delirio alla Garbatella).
Dalla prima alla sesta stagione gli interni sono stati invece ricostruiti nello studio Teatro 21 di Cinecittà.

## Colonna sonora
La sigla d'apertura della fiction è Adesso che ci siete voi, motivo composto da Vittorio Cosma, Giulio Calvani e Federico Favot e cantato da Matteo Branciamore, interprete di Marco nella serie. Nella serie originale spagnola Marcos, analogamente al suo corrispettivo italiano, sogna di diventare un famoso cantautore, ed è proprio lui a prestare la voce a molte delle colonne sonore utilizzate negli episodi. La canzone è presente nelle colonne sonore ufficiali e in entrambi gli album di Matteo Branciamore. Ne è stata inoltre pubblicata anche una versione strumentale (in Parole nuove) e una versione remixata (in I Cesaroni Winter Collection). Nel video d'apertura ci sono i personaggi principali che saltano su uno sfondo colorato. Nella quarta stagione il video venne rifatto includendo anche i nuovi attori.
Nella sesta stagione la sigla viene riarrangiata sullo stile funky di Happy, brano di successo di Pharrell Williams. I protagonisti, invece di saltare su uno sfondo colorato, ballano vestiti da sera su un pavimento in plexiglas nero con alle spalle la scritta luminosa CESARONI.

## Distribuzione

### Target
La fiction I Cesaroni è contrassegnata dal "bollino verde" (visibile all'inizio del programma e subito dopo un'interruzione pubblicitaria), il quale indica che la visione del telefilm è adatta a ogni tipo di pubblico, bambini compresi. Eccezione fanno gli episodi Era mia madre, Germana anno zero, Tu musica divina, Mai al tappeto, La ricetta perfetta e Siamo tutti così, che sono contrassegnati dal "bollino giallo", il quale indica che la visione del telefilm è adatta a bambini con adulti a fianco.

### Edizioni home video
I DVD della serie I Cesaroni sono stati distribuiti in tempi diversi. Inizialmente il cofanetto della prima stagione fu esclusivamente acquistabile tramite Mediashopping, dopo un po' invece venne proposto in edicola. Soltanto mesi dopo arriverà anche in tutti i negozi. La seconda stagione viene pubblicata in anteprima assoluta in edicola durante la trasmissione degli ultimi episodi della stessa in tv, con l'uscita di due DVD a settimana. Successivamente anche il cofanetto della seconda stagione arriva nei negozi, mentre vengono riproposte, grazie al Corriere della Sera, entrambe le stagioni. La terza stagione, come la seconda, viene pubblicata ogni settimana con due DVD in edicola, per un totale di 10 DVD contenenti gli episodi andati in onda più un DVD extra con contenuti speciali. La quarta stagione, come le precedenti, viene pubblicata ogni settimana con due DVD in edicola, per un totale di 6 DVD contenenti gli episodi andati in onda più un DVD extra con contenuti speciali e un DVD game. Anche la quinta stagione esce settimanalmente in edicola in un'edizione formata da 5 DVD. Per concludere, inoltre, anche la sesta stagione viene pubblicata una volta alla settimana in edicola, per un totale di 4 DVD, contenenti i 12 episodi andati in onda in TV.

### Streaming
Dal novembre 2022, la serie completa (sei stagioni) è stata inclusa nel catalogo della piattaforma di streaming Prime Video. Esattamente un anno dopo, però, la serie è stata eliminata dalla piattaforma.
A partire dal 20 luglio 2023, la serie è disponibile su Netflix con le prime 3 stagioni. Il 15 novembre 2023, Netflix aggiunge al proprio catalogo anche le stagioni successive, riuscendo quindi a proporre la serie completa in chiaro.

### Adattamenti e messa in onda all'estero
La serie ha avuto molta fortuna in Spagna, dove ha ottenuto ottimi risultati di audience e svariati riconoscimenti, tra cui il Premios Ondas nel 2004 come Miglior serie dell'anno. La famiglia Cesaroni è stata protagonista anche in Uruguay, Francia, Cile, Slovenia, Croazia, Bosnia ed Erzegovina, Montenegro, Macedonia, Romania, Russia, Messico e Finlandia. Adattamenti sono trasmessi, oltre che in Italia, in Portogallo (Os Serranos), in Repubblica Ceca (Horákovi), in Grecia (Ευτυχισμένοι μαζί), in Turchia (Ilk Askim) e in Serbia (Синђелићи).

## Riconoscimenti
Nel 2007, I Cesaroni vinse il Telegatto come miglior Fiction.
Nel marzo del 2008, la serie I Cesaroni vinse il Premio Regia Televisiva della Rai (premio noto anche come "Oscar TV" oppure "Premio TV") nella categoria "Miglior Fiction dell'Anno 2007/2008".
Il 30 novembre 2008, la serie vinse i Nickelodeon Kids' Choice Awards come miglior telefilm.
L'11 luglio 2009, al Roma Fiction Fest, vennero premiati dai lettori di TV Sorrisi e Canzoni: I Cesaroni come migliore fiction e Alessandra Mastronardi come migliore attrice.

## Merchandising
Matteo Branciamore, il cui personaggio nella fiction ha l'ambizione di diventare cantautore, ha inciso un album intitolato Parole nuove, che include, oltre alle canzoni che Marco Cesaroni compone durante la seconda stagione, anche la sigla Adesso che ci siete voi. Il 9 febbraio 2009 è uscito il suo secondo album, Ovunque andrai, che contiene 9 canzoni della colonna sonora della terza stagione. Il 5 novembre 2010 è uscito La mia compilation, che raccoglie tutte le canzoni di Branciamore delle prime tre stagioni e due inediti della quarta.
Dati gli alti ascolti della fiction, il merchandising ufficiale è molto vario:
- Tutte le stagioni sono state pubblicate su DVD dopo la prima messa in onda televisiva;
- Nel novembre 2006 è uscita la colonna sonora composta da Andrea Guerra ed edita da Cinevox (e nel 2008 da RTI): l'album, di 21 tracce, contiene 6 canzoni (di cui un paio cantate da Matteo Branciamore) e 15 musiche di sottofondo della prima stagione. Il 13 novembre 2008 è uscito I Cesaroni 1 2 3 (edizioni Deltadischi), un cofanetto contenente due dischi e un poster di Matteo Branciamore: un CD contiene la colonna sonora della serie, di cui 10 brani tratti dalla prima stagione, 7 dalla seconda e 2 dalla terza; l'altro CD è Parole nuove;
- Sono stati pubblicati i libri Quello che non sai di me e Ovunque andrai (27 gennaio 2009), che rappresentano i diari tenuti da Eva e Marco nell'estate, rispettivamente, tra la prima e seconda stagione e tra la seconda e la terza. Il 12 maggio 2009 è stato pubblicato I misteri di Mimmo e Matilde, un libro per bambini in cui i due piccoli Cesaroni indagano sui piccoli misteri quotidiani della Garbatella. Ad agosto 2010 è uscito il primo diario dedicato a Rudi e Alice, intitolato ...Però mi manchi. Diario di un'estate indimenticabile. Nell'aprile 2008 è uscito Il mondo dei Cesaroni, una raccolta di fotografie delle prime due stagioni con la descrizione dei personaggi;
- Nell'estate 2008 è uscito il diario-scuola de I Cesaroni;
- Nel 2008 è uscito il gioco da tavola I Cesaroni Card Game;
- Il 1º dicembre 2008 è uscito il calendario de I Cesaroni;
- Nel 2009 sono uscite le figurine de I Cesaroni, edite da Panini, e i Batt-i-cuori, un nuovo gioco card;
- A Pasqua 2009 sono uscite in commercio le uova de I Cesaroni, per lei e per lui;
- Sono usciti col marchio de I Cesaroni anche capi d'abbigliamento, tra cui il grembiule da oste, i gioielli della collezione I Cesaroni TVB, orologi, un libro di ricette, poster ecc.
- Il 27 novembre 2009 è uscito I CESARONI Winter Collection nei negozi di musica compresi quelli di musica digitale, una compilation di 18 tracce che include alcune canzoni tratte dagli album di Matteo Branciamore, un nuovo remix di Adesso che ci siete voi e brani di altri artisti scelti dagli attori che interpretano Marco, Eva, Walter, Alice, Rudi e Mimmo.
- Il 5 novembre 2010 esce l'EP contenente 3 canzoni della 4 stagione.
- Il 3 agosto 2012 esce il nuovo singolo di Matteo Branciamore, dal titolo Oro trasparente.
- Il 23 ottobre 2012 esce, invece, il nuovo CD di Matteo Branciamore, dal titolo Oro trasparente e le nuove canzoni de i Cesaroni, contenente la colonna sonora della quinta stagione.
- Il 20 novembre 2012 è uscito, in edicola, il libro La Valigia dei Miei Sogni, diario di una principessa dove Maya racconta sulle pagine di questo diario tutti i suoi segreti, tutti i pensieri, le paure e le emozioni prima di incontrare Marco.[60].
- Il 23 novembre 2012 è uscito nei negozi di musica digitale l'EP dei Senza Nome, la band formata da alcuni dei giovani nella quinta stagione.
- Il Senz'amarezza, vino prodotto dai fratelli Cesaroni nella fiction, è stato veramente commercializzato nelle due versioni bianco Frascati Senz'amarezza Doc Superiore e rosso Lazio Rosso IGT Senz'amarezza con base di merlot-sangiovese[61].

## Ipotetico spin-off
Visto il successo della serie, nel 2008 venne ipotizzato di produrre un film spin-off, i cui protagonisti sarebbero dovuti essere Alessandra Mastronardi e Matteo Branciamore, ovvero i "giovani" della serie. Pur essendo personaggi presi dalla serie TV, la trama del film avrebbe dovuto deviare da quella della fiction.
Il 15 maggio 2008 si svolse l'iniziativa Giornata dei Cesaroni al cinema che ha visto la proiezione, in 12 sale italiane, di uno speciale di 85 minuti sulle vicende di Marco ed Eva. L'evento è servito per sondare l'interesse del pubblico verso il futuro film; tuttavia l'ipotesi del film si arenò e non venne realizzata.